# Усть-Барандат
Усть-Баранда́т (рос. Усть-Барандат) — присілок у складі Тісульського округу Кемеровської області, Росія.

## Населення
Населення — 100 осіб (2010; 121 у 2002).
Національний склад (станом на 2002 рік):
- росіяни — 92 %